# كأس العالم لكرة الصالات 2024
كأس العالم لكرة الصالات 2024 هي النسخة العاشرة من بطولة كأس العالم لكرة الصالات، وهي بطولة دولية تقام كل أربع سنوات وتتنافس فيها الفرق الوطنية للرجال من الاتحادات الأعضاء في الاتحاد الدولي لكرة القدم. تقام البطولة في أوزبكستان. وهي أول بطولة للفيفا تستضيفها أوزبكستان ودولة من آسيا الوسطى. تعود البطولة إلى دورتها المعتادة كل أربع سنوات بعد تأجيل البطولة السابقة لمدة عام إلى عام 2021 بسبب جائحة فيروس كورونا.
البرتغال هي حاملة اللقب، بعد أن هزمت الأرجنتين في النهائي السابق بنتيجة 2-1. لكن تم إقصاؤها في دور الستة عشر ضد كازاخستان. فازت البرازيل بلقب سادس قياسي، متغلبة على منافسيها اللدود الأرجنتين بنفس النتيجة.

## اختيار الدولة المستضيفة
- الهند[2][3]
- إيران[4][5]
- المغرب[6][7]
- الولايات المتحدة[5]
- أوزبكستان
- فيتنام[8][9][10]

في أبريل 2023، ورد أن المغرب قد حصل على حقوق الاستضافة حيث ورد أنه العرض الوحيد المقدم إلى الفيفا. ومع ذلك، تم اختيار أوزبكستان كمضيف في 23 يونيو 2023.
اعتُبر حماس أوزبكستان وسجلها الحافل بالإنجازات في استضافة الأحداث من أسباب اختيار أوزبكستان. هذه هي المرة الرابعة التي تستضيف فيها آسيا هذا الحدث وتمثل المرة الأولى التي تقام فيها بطولة للفيفا في آسيا الوسطى. في السابق، كان من المفترض أن تستضيف أوزبكستان كأس العالم للسيدات تحت 20 سنة 2012، ولكن تم تجريدها من حقوق الاستضافة بسبب عدد من المشكلات اللوجستية والفنية.

## التحضيرات
- في 20 مايو، كشفت الفيفا عن الشعار.[13][14] من المفترض أن يصور الشعار فلفل كالامبير، المستخدم في المطبخ الأوزبكي التقليدي بشكل متكرر.
- في 19 يوليو، بدأت عملية اعتماد وسائل الإعلام.[15]
- في 30 يوليو 2024، بدأت عملية التذكرة.[16]
- وفي 31 يوليو، جرى تسليم الكأس في باريس.[17]
- في 7 أغسطس، تم إنشاء التميمة. اسمها هو Xon، عبارة عن ببر قزويني.[18]
- خلال شهر أغسطس، أقيمت جولة كأس في أنديجان،[19] وفرغانة،[20] ونمنكان،[21] وجيزك[22] وسمرقند.[23][24]

## التصفيات

تأهل المنتخب لنهائيات كأس العالم
فشل المنتخب في التأهل
انسحب المنتخب أو اُستبعد
ليس عضوًا في الفيفا

يتأهل ما مجموعه 24 فريقًا إلى النهائيات، بالإضافة إلى أوزبكستان التي تأهلت تلقائيًا كمضيفة، ويتأهل 23 فريقًا آخر من ست مسابقات قارية منفصلة. بشكل عام، دخلت 121 دولة التصفيات.
من بين 24 منتخبًا متأهلًا، سيشارك أربعة منتخبات لأول مرة: أفغانستان وفرنسا ونيوزيلندا وطاجيكستان. تأهل أفغانستان وطاجيكستان، إلى جانب إيران وأوزبكستان المضيفة، يعني أنه لأول مرة، تأهلت أربع دول من آسيا الوسطى إلى كأس العالم. ستكون هذه أيضًا أول بطولة لكبار السن في طاجيكستان، بعد أن شاركت سابقًا في بطولتي كأس العالم تحت 17 سنة. ستكون هذه أول بطولة في تاريخ أفغانستان تحت 17 سنة.
من بين العائدين، يعود المنتخبان الأوروبيان كرواتيا وهولندا بعد غياب دام 24 عامًا. تعود ليبيا بعد آخر تأهل لها في عام 2012 بينما تأهلت كوبا وأوكرانيا بعد غيابهما عن النسخة السابقة.
ومن بين الغائبين البارزين روسيا، التي مُنعت من التأهل من قبل الاتحاد الأوروبي لكرة القدم بسبب غزو البلاد لأوكرانيا. فشلت اليابان، بطلة كأس آسيا لكرة الصالات 2022، في التأهل بعد إقصائها في مرحلة المجموعات بكأس آسيا لكرة الصالات 2024 لأول مرة في تاريخها. من أفريقيا، فشلت مصر في التأهل لأول مرة منذ عام 1992 بعد خسارتها مباراة المركز الثالث في كأس الأمم الإفريقية لكرة الصالات 2024. بعد التأهل لنسختي 2016 و2021، فشلت فيتنام في التأهل.
فشلت جمهورية التشيك وصربيا والولايات المتحدة في التأهل بعد التأهل لنسخة 2021. وكان الفريق الأعلى تصنيفًا الذي فشل في التأهل هو الفريق السابع، روسيا، بينما كان الفريق الأقل تصنيفًا الذي احتل المرتبة 78.
| الاتحاد الكونفدرالي                                  | مؤهل من خلال                                             | الفريق    | الظهور | آخر ظهور     | أفضل ظهور سابق                               |
| ---------------------------------------------------- | -------------------------------------------------------- | --------- | ------ | ------------ | -------------------------------------------- |
| الاتحاد الآسيوي لكرة القدم (آسيا) (المضيف + 4 فرق)   | الدولة المضيفة                                           | أوزبكستان | الثالث | 2021         | دور الـ16 (2021)                             |
| الاتحاد الآسيوي لكرة القدم (آسيا) (المضيف + 4 فرق)   | كأس آسيا لكرة الصالات 2024                               | أفغانستان | الأول  | الظهور الأول | الظهور الأول                                 |
| الاتحاد الآسيوي لكرة القدم (آسيا) (المضيف + 4 فرق)   | كأس آسيا لكرة الصالات 2024                               | إيران     | التاسع | 2021         | المركز الثالث (2016)                         |
| الاتحاد الآسيوي لكرة القدم (آسيا) (المضيف + 4 فرق)   | كأس آسيا لكرة الصالات 2024                               | طاجيكستان | الأول  | الظهور الأول | الظهور الأول                                 |
| الاتحاد الآسيوي لكرة القدم (آسيا) (المضيف + 4 فرق)   | كأس آسيا لكرة الصالات 2024                               | تايلاند   | السابع | 2021         | دور الـ16 (2012، 2016، 2021)                 |
| الاتحاد الإفريقي لكرة القدم (إفريقيا) (3 فرق)        | كأس الأمم الإفريقية لكرة الصالات 2024                    | أنغولا    | الثاني | 2021         | دور المجموعات (2021)                         |
| الاتحاد الإفريقي لكرة القدم (إفريقيا) (3 فرق)        | كأس الأمم الإفريقية لكرة الصالات 2024                    | ليبيا     | الثالث | 2012         | دور المجموعات (2012، 2021)                   |
| الاتحاد الإفريقي لكرة القدم (إفريقيا) (3 فرق)        | كأس الأمم الإفريقية لكرة الصالات 2024                    | المغرب    | الرابع | 2021         | الربع النهائي (2021)                         |
| كونكاكاف (أمريكا الشمالية والوسطى والكاريبي) (4 فرق) | بطولة الكونكاكاف لكرة الصالات 2024                       | كوستاريكا | السادس | 2021         | دور الـ16 (2016)                             |
| كونكاكاف (أمريكا الشمالية والوسطى والكاريبي) (4 فرق) | بطولة الكونكاكاف لكرة الصالات 2024                       | كوبا      | السادس | 2016         | دور المجموعات (1996، 2000، 2004، 2008، 2016) |
| كونكاكاف (أمريكا الشمالية والوسطى والكاريبي) (4 فرق) | بطولة الكونكاكاف لكرة الصالات 2024                       | غواتيمالا | السادس | 2021         | دور المجموعات (2000، 2008، 2012، 2016، 2021) |
| كونكاكاف (أمريكا الشمالية والوسطى والكاريبي) (4 فرق) | بطولة الكونكاكاف لكرة الصالات 2024                       | بنما      | الرابع | 2021         | دور الـ16 (2012)                             |
| كونميبول (أمريكا الجنوبية) (4 فرق)                   | كوبا أمريكا لكرة الصالات 2024                            | الأرجنتين | العاشر | 2021         | البطل (2016)                                 |
| كونميبول (أمريكا الجنوبية) (4 فرق)                   | كوبا أمريكا لكرة الصالات 2024                            | البرازيل  | العاشر | 2021         | البطل (1989، 1992، 1996، 2008، 2012)         |
| كونميبول (أمريكا الجنوبية) (4 فرق)                   | كوبا أمريكا لكرة الصالات 2024                            | باراغواي  | الثامن | 2021         | الربع النهائي (2016)                         |
| كونميبول (أمريكا الجنوبية) (4 فرق)                   | كوبا أمريكا لكرة الصالات 2024                            | فنزويلا   | الثاني | 2021         | دور الـ16 (2021)                             |
| اتحاد أوقيانوسيا لكرة القدم (أوقيانوسيا) (1 فريق)    | كأس أمم أوقيانوسيا لكرة قدم الصالات 2023                 | نيوزيلندا | الأول  | الظهور الأول | الظهور الأول                                 |
| الاتحاد الأوروبي لكرة القدم (أوروبا) (7 فرق)         | التصفيات الأوروبية المؤهلة لكأس العالم لكرة الصالات 2024 | كرواتيا   | الثاني | 2000         | الخامس (2000)                                |
| الاتحاد الأوروبي لكرة القدم (أوروبا) (7 فرق)         | التصفيات الأوروبية المؤهلة لكأس العالم لكرة الصالات 2024 | فرنسا     | الأولى | الظهور الأول | الظهور الأول                                 |
| الاتحاد الأوروبي لكرة القدم (أوروبا) (7 فرق)         | التصفيات الأوروبية المؤهلة لكأس العالم لكرة الصالات 2024 | كازاخستان | الرابع | 2021         | الرابع (2021)                                |
| الاتحاد الأوروبي لكرة القدم (أوروبا) (7 فرق)         | التصفيات الأوروبية المؤهلة لكأس العالم لكرة الصالات 2024 | هولندا    | الخامس | 2000         | الوصيف (1989)                                |
| الاتحاد الأوروبي لكرة القدم (أوروبا) (7 فرق)         | التصفيات الأوروبية المؤهلة لكأس العالم لكرة الصالات 2024 | البرتغال  | السابع | 2021         | البطل (2021)                                 |
| الاتحاد الأوروبي لكرة القدم (أوروبا) (7 فرق)         | التصفيات الأوروبية المؤهلة لكأس العالم لكرة الصالات 2024 | إسبانيا   | العاشر | 2021         | البطل (2000، 2004)                           |
| الاتحاد الأوروبي لكرة القدم (أوروبا) (7 فرق)         | التصفيات الأوروبية المؤهلة لكأس العالم لكرة الصالات 2024 | أوكرانيا  | السادس | 2016         | الرابع (1996)                                |

## الملاعب
توجهت الفيفا للتحقيق في الملاعب في المدن الأوزبكية طشقند وبخارى وأنديجان وفرغانة. بعد حصولها على حقوق الاستضافة، اقترحت أوزبكستان أربعة أماكن للبطولة، وكلها مقرها في العاصمة طشقند. تم تأكيد طشقند وبخارى وأنديجان كمدن مضيفة في 19 أبريل 2024.
| مجمع أنديجان الرياضي الدولي السعة: 4,000 | مجمع بخارى الرياضي الدولي السعة: 4,000 | ملعب هومو السعة: 12,000 |
|                                          |                                        |                         |

## القرعة

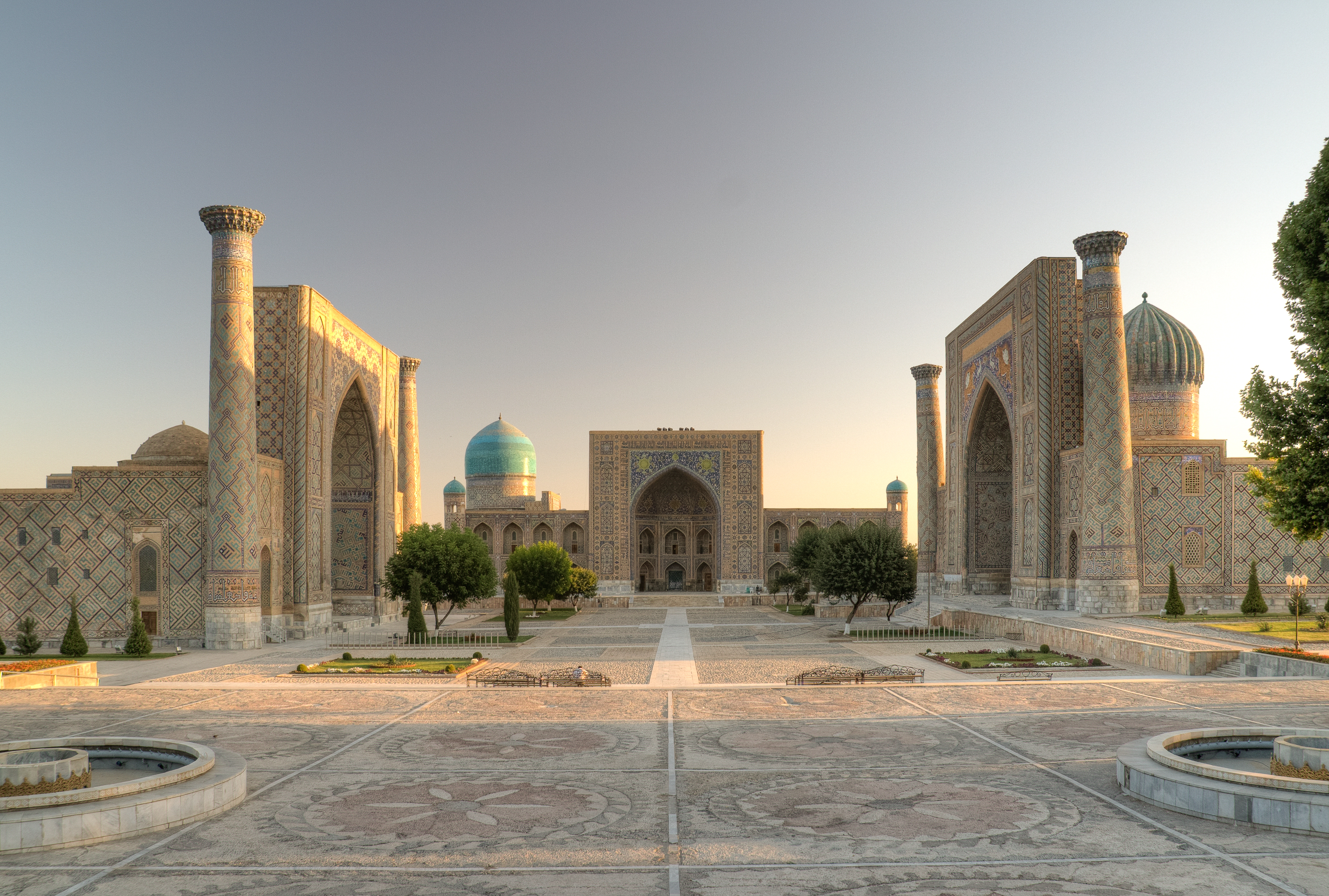
ميدان ريجستان عبارة عن موقع تراث عالمي في سمرقند استضاف القرعة.

أقيمت القرعة في 26 مايو 2024 في ميدان ريجستان في سمرقند في الساعة 21:00 بتوقيت أوزبكستان. وكان لاعب كرة القدم الأوزبكي السابق، سرفر جباروف، ومهاجم مانشستر يونايتد وفرنسا السابق لويس ساها، واللاعب الإسباني السابق كيكي، الضيوف الذين ساعدوا في إجراء القرعة.

### التوزيع
تم تقسيم الفرق الـ 24 إلى ست مجموعات تضم كل منها أربعة فرق، مع تصنيف أوزبكستان المضيفة تلقائيًا في الوعاء 1 ووضعها في المركز الأول للمجموعة الأولى. استند التوزيع إلى تصنيف الفيفا الأخير لكرة الصالات، والذي نُشر في 6 مايو 2024.
بدأت القرعة بوضع البلد المضيف في الوعاء 1، وتم سحب الفرق من الوعاء 1 أولاً، ثم يتم سحب الفرق من الأوعية 2 و3 و4 بعد ذلك. باستثناء الاتحاد الأوروبي لكرة القدم، لا يمكن سحب الفرق من نفس الاتحاد في نفس المجموعة.
| الوعاء 1                                                                                          | الوعاء 2                                                                                | الوعاء 3                                                                                          | الوعاء 4                                                                          |
| ------------------------------------------------------------------------------------------------- | --------------------------------------------------------------------------------------- | ------------------------------------------------------------------------------------------------- | --------------------------------------------------------------------------------- |
| - أوزبكستان (11) (المضيف) - البرازيل (1) - البرتغال (2) - إسبانيا (3) - إيران (4) - الأرجنتين (5) | - المغرب (6) - كازاخستان (8) - تايلاند (9) - فرنسا (10) - أوكرانيا (12) - باراغواي (13) | - كرواتيا (16) - نيوزيلندا (19) - فنزويلا (21) - أفغانستان (30) - كوستاريكا (31) - طاجيكستان (34) | - هولندا (36) - غواتيمالا (40) - بنما (44) - أنغولا (47) - ليبيا (50) - كوبا (78) |

### النتيجة
| المرتبة | المنتخب   |
| ------- | --------- |
| 1       | أوزبكستان |
| 2       | هولندا    |
| 3       | باراغواي  |
| 4       | كوستاريكا |

| المرتبة | المنتخب  |
| ------- | -------- |
| 1       | البرازيل |
| 2       | كوبا     |
| 3       | كرواتيا  |
| 4       | تايلاند  |

| المرتبة | المنتخب   |
| ------- | --------- |
| 1       | الأرجنتين |
| 2       | أوكرانيا  |
| 3       | أفغانستان |
| 4       | أنغولا    |

| المرتبة | المنتخب   |
| ------- | --------- |
| 1       | إسبانيا   |
| 2       | كازاخستان |
| 3       | نيوزيلندا |
| 4       | ليبيا     |

| المرتبة | المنتخب   |
| ------- | --------- |
| 1       | البرتغال  |
| 2       | بنما      |
| 3       | طاجيكستان |
| 4       | المغرب    |

| المرتبة | المنتخب   |
| ------- | --------- |
| 1       | إيران     |
| 2       | فنزويلا   |
| 3       | غواتيمالا |
| 4       | فرنسا     |

## حكام المباريات
تم اختيار الحكام التاليين للبطولة. للمرة الثانية، في بطولة كرة الصالات، بعد كأس العالم لكرة الصالات 2021، سيتم الاستعانة بتقنية الفيديو المساعد (VS).
| الاتحاد                     | الحكام                    |
| --------------------------- | ------------------------- |
| الاتحاد الآسيوي لكرة القدم  | فهد بدير علي محمد الحوسني |
| الاتحاد الآسيوي لكرة القدم  | ران آن                    |
| الاتحاد الآسيوي لكرة القدم  | بورنارونغ غرايرود         |
| الاتحاد الآسيوي لكرة القدم  | هيرويوكي كوباياشي         |
| الاتحاد الآسيوي لكرة القدم  | إبراهيم محرابي أفشار      |
| الاتحاد الآسيوي لكرة القدم  | أناتولي روباكوف           |
| الاتحاد الآسيوي لكرة القدم  | ريان شيبرد                |
| الاتحاد الآسيوي لكرة القدم  | ترونغ كووك دونغ           |
| الاتحاد الآسيوي لكرة القدم  | جي إيان (مساعد)           |
| الاتحاد الإفريقي لكرة القدم | طارق الخطابي              |
| الاتحاد الإفريقي لكرة القدم | محمد يوسف                 |
| الاتحاد الإفريقي لكرة القدم | خالد حنيش                 |
| الاتحاد الإفريقي لكرة القدم | أيمن كمون                 |
| كونكاكاف                    | رينير فيس                 |
| كونكاكاف                    | خورخي فلوريس              |
| كونكاكاف                    | ريكاردو لاي               |
| كونكاكاف                    | روبرتو لوبيز              |
| كونكاكاف                    | دييغو مولينا              |
| كونكاكاف                    | جوش ويلكنز                |

| الاتحاد                     | الحكام              |
| --------------------------- | ------------------- |
| كونميبول                    | كريستيان إسبيندولا  |
| كونميبول                    | دانييل مانريك       |
| كونميبول                    | دانييل رودريغيز     |
| كونميبول                    | رولي ألكسندر روخاس  |
| كونميبول                    | لاوتارو روميرو      |
| كونميبول                    | أنيليز شولتز        |
| كونميبول                    | بيل رافائيل فيلالبا |
| كونميبول                    | أوريانا زامبرانو    |
| اتحاد أوقيانوسيا لكرة القدم | أنتوني رايلي        |
| اتحاد أوقيانوسيا لكرة القدم | كريس سينكلير        |
| الاتحاد الأوروبي لكرة القدم | كريستيانو كاردوسو   |
| الاتحاد الأوروبي لكرة القدم | أوندري تشيرني       |
| الاتحاد الأوروبي لكرة القدم | خوان خوسيه كورديرو  |
| الاتحاد الأوروبي لكرة القدم | إدواردو فرنانديز    |
| الاتحاد الأوروبي لكرة القدم | داميان غرابوفسكي    |
| الاتحاد الأوروبي لكرة القدم | نيكولا جيليتش       |
| الاتحاد الأوروبي لكرة القدم | نيكولا مانزيوني     |
| الاتحاد الأوروبي لكرة القدم | أليخاندرو مارتينيز  |
| الاتحاد الأوروبي لكرة القدم | دانييل ماتكوفيتش    |
| الاتحاد الأوروبي لكرة القدم | ديجان فيسيليتش      |

## الفرق
يجب على كل فريق تقديم تشكيلة أولية بحد أقصى 30 لاعبًا (يجب أن يكون 3 منهم حراس مرمى). من التشكيلة الأولية، يجب على الفريق تقديم تشكيلة نهائية مكونة من 14 لاعبًا (يجب أن يكون اثنان منهم حراس مرمى) بحلول الموعد النهائي الذي حدده الاتحاد الدولي لكرة القدم. يمكن استبدال اللاعبين في التشكيلة النهائية بلاعب من التشكيلة الأولية بسبب إصابة خطيرة أو مرض حتى 24 ساعة قبل انطلاق المباراة الأولى للفريق. يجب على جميع الفرق المشاركة تقديم تشكيلات كأس العالم لكرة الصالات 2024 بما يتماشى مع الإرشادات التي وضعها الاتحاد الدولي لكرة الصالات وبحلول الموعد النهائي المحدد. سيتم استبعاد أي فريق يفشل في الامتثال.

## الرعاة الرسميون
| - أديداس - كوكا كولا - الخطوط الجوية القطرية - هيونداي - فيزا - مجموعة واندا |